# Цвайхендер

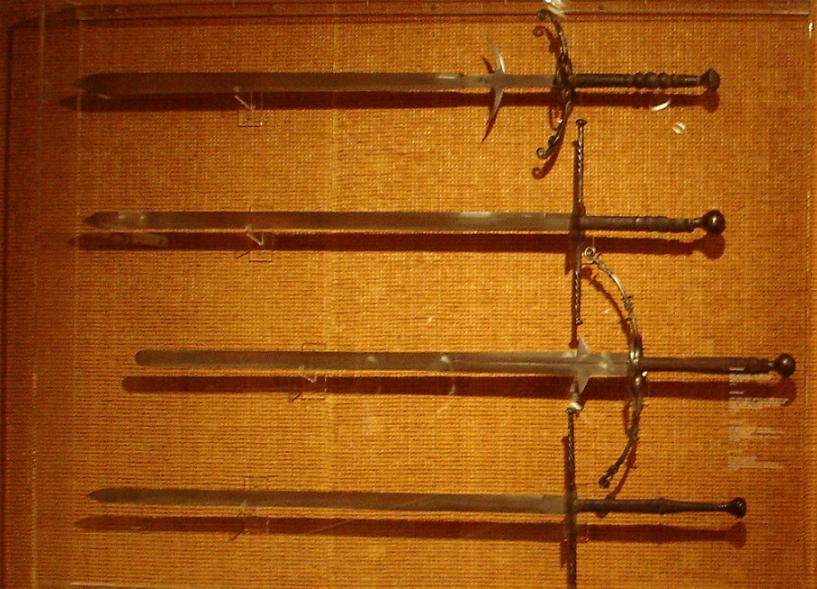
Двуручные мечи со сложной и простой гардой

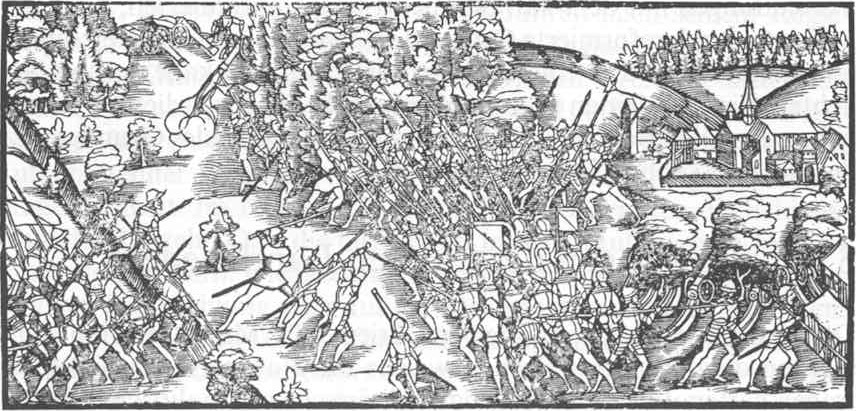
Срубание пик в сражении. Гравюра из издания хроники Йохана Штумпфа, 1548 год

Цвайхендер, он же биденхендер или эспадон (по-русски — двуру́чный меч, дословно — «двуру́чник») (нем. Zweihänderо файле или нем. Bidenhänder или нем. Bihänder; фр. espadon от исп. espada — «меч») — меч ландскнехтов на двойном жаловании (доппельсолднеров), имевший специфическую двойную гарду, в которой малая гарда, называвшаяся «кабаньими клыками», отделяла незаточенную часть клинка (рикассо) от заточенной.

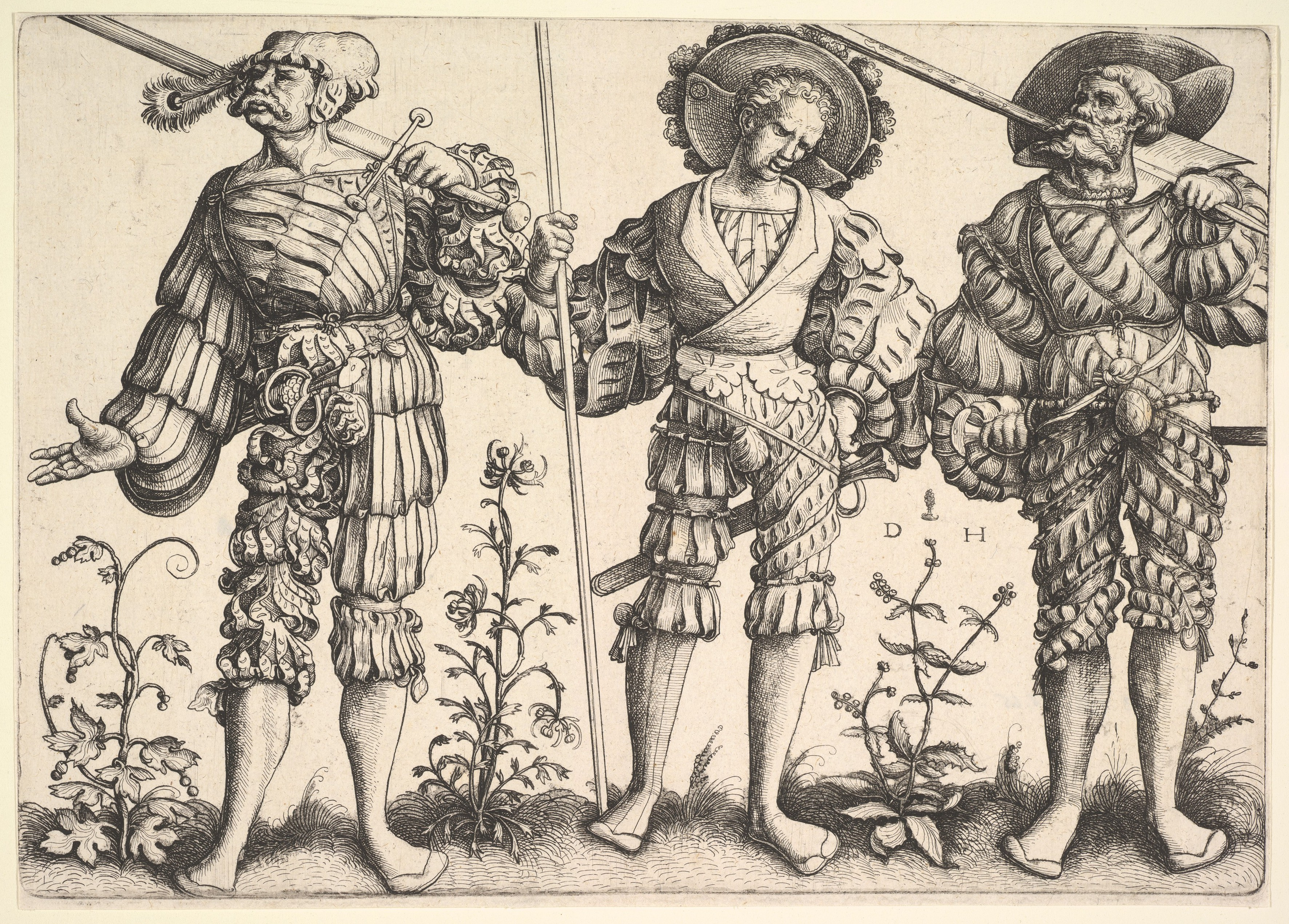
Три ландскнехта. Офорт Даниэля Хопфера. 1520-е годы. Слева — доппельсолднер с цвайхендером, отличающийся более высоким ростом

Незаточенная часть клинка, называвшаяся «сильной», обычно была самой толстой и прочной частью клинка, которую использовали для постановки блоков без боязни повредить клинок (не опасаясь зазубрин на лезвии), за эту же часть клинка нередко брались второй рукой для усиления удара, в связи с чем и существовала малая гарда, при этом часть клинка между гардами (рикассо) для удобства нередко дополнительно обматывали кожей.

## История
Известный австрийский оружиевед XIX века Венделин Бёхайм допускал возможность происхождения германского цвайхендера от швейцарского боевого пехотного меча XIV века, указывая, что старейшие образцы подобного оружия датируются примерно 1420 годом.
Цвайхендеры немецких ландскнехтов имели, как правило, массивный эфес, длину от 160 до 180 см и весили 2-3,5 килограмма. Чаще всего они не имели ножен, но нередко зачехлялись и носились, подобно пике, на плече.
Как и другое тяжёлое длинное вооружение (пика, алебарда), ландскнехты часто носили двуручный меч в паре с кацбальгером («кошкодёром») — коротким мечом для ближнего боя. Двойное жалование владельцу такого меча — доппельзольднеру — платили не только за мастерство в фехтовании, но и за то, что его владелец способен был, рискуя жизнью, рубить им в бою пики противника. Нередко перед боем происходил поединок на «двуручниках» лучших фехтовальщиков воюющих сторон.
В настоящее время существуют противоположные версии насчёт того, в каких ситуациях цвайхендером рубили пики:
- По одной версии, это происходило до того, как противники сошлись (критика — мечника просто быстро убили бы из аркебузы или арбалета);
- По другой версии, после того, как воюющие стороны упирались пиками друг в друга (критика — заодно срубались бы и пики своих).

Также имеется предположение, что двуручные мечи вообще не использовали для рубки пик и им подобного оружия, а основной целью бойца с двуручником был вражеский всадник. Известные на сегодняшний день пики ландскнехтов имели отходящие от острия лангеты — полосы металла, идущие вдоль древка пики длиною до полуметра, что делало срубание пики затруднительным не только при помощи двуручного меча, но и любого другого доступного на то время вооружения. Кроме того, даже в идеальных условиях нанесения удара, то есть в случае, когда меч движется строго сверху вниз в плоскости, перпендикулярной древку пики, пика, которую держит в руках пехотинец неизбежно пойдёт вниз после удара, частично скомпенсировав, таким образом, разрубающее усилие. В плотном строю не только идеальные, но и сколько-нибудь удобные условия для нанесения удара двуручным мечом по древку пики были недостижимы.
Существует также мнение, что перерубать подобным мечом древки пик сложно, малоэффективно и опасно (по замаху на пику с негарантированным результатом, да ещё в тесноте ближнего боя), поэтому это — позднейший миф или заблуждение. И подобным мечом, как рычагом в реальности не перерубали, а сдвигали пики, образуя проходы и разрушая строй врага.

Двуручные мечи, — пишет русский историк П. П. фон Винклер, — употреблялись только небольшим числом очень опытных воинов, рост и сила которых должны превышать средний уровень и которые не имели другого назначения, как быть «Jouer d’epee a deus mains». Эти воины, находясь во главе отряда, ломают древки пик и прокладывают дорогу, опрокидывая передовые ряды неприятельского войска, вслед за ними по расчищенной дороге идут другие пешие воины. Кроме того, Jouer d’epee сопровождали в стычке знатных лиц, главнокомандующих, начальников; они прокладывали им дорогу, а в случае падения последних, охраняли их страшными размахами шпаги, пока те не подымались при помощи пажей.
К концу XVI столетия двуручные мечи превратились в церемониальное оружие, носившееся на плече, подобно пике, и вооружали им в основном почётные караулы. Длина подобных мечей нередко превышала 2 м, так, парадные мечи личной охраны принца Эдуарда Уэльского в бытность его графом Честерским (1475—1483) достигали 2,26 м. Подобное оружие нередко богато украшалось и имело лезвие волнообразной формы (фламберг). Немецкие ландскнехты считали мечи с «пламенеющими» клинками воплощением воинственности.

## Устройство

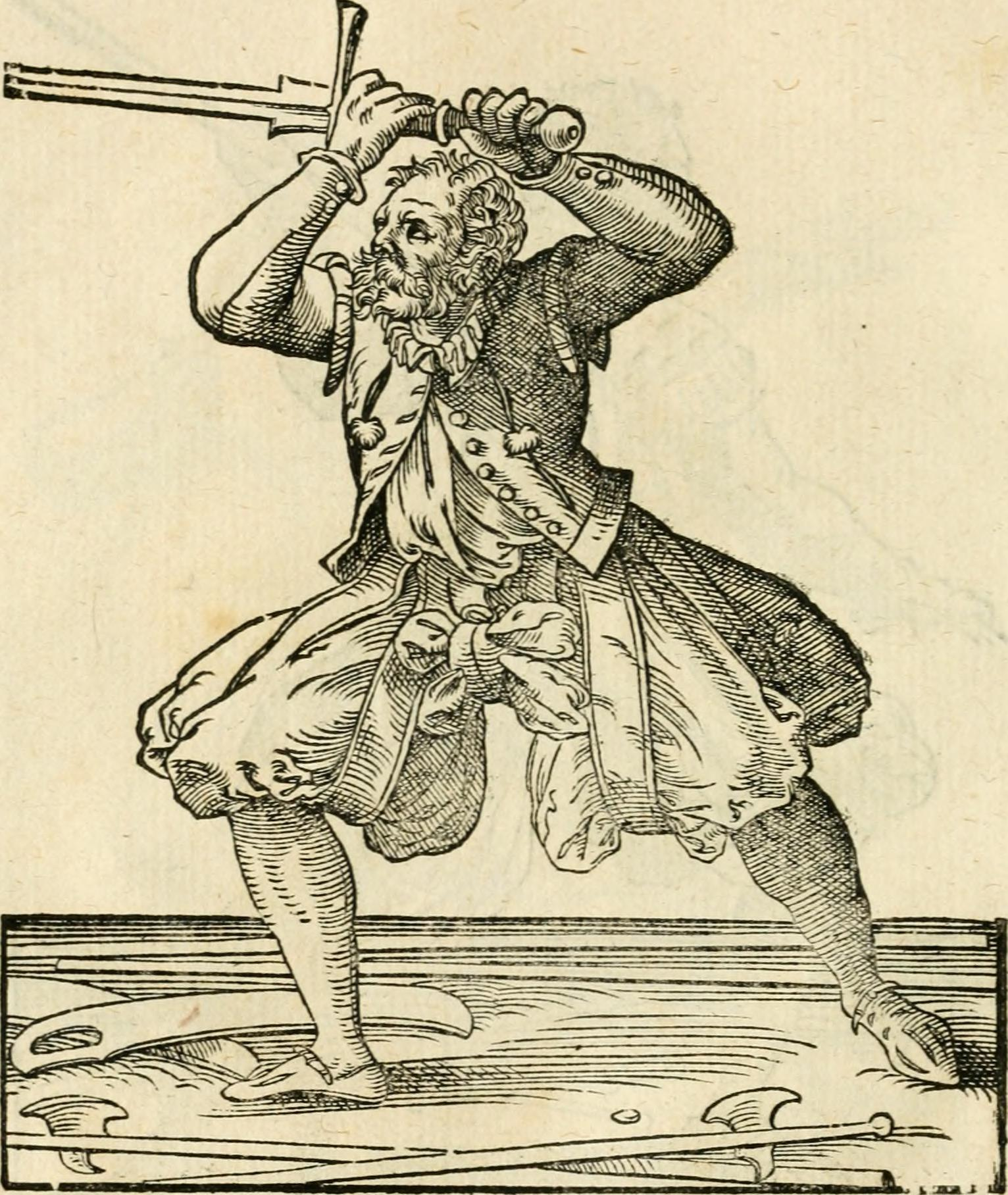
Ландскнехт с федершвертом. Ксилография Йоста Аммана из «Книги искусств» (1599)

Цвайхендер, или эспадон является тяжёлым рубящим мечом, приспособленным исключительно для работы двумя руками.
Клинок меча — обоюдоострый с округлённым остриём длиной до 1,5 метров при длине всего оружия около 1,8 метров. В сечении клинок в абсолютном большинстве случаев — четырёхгранный. Гарда состоит из двух длинных и массивных дужек, усложнённых иногда боковыми кольцами и в большинстве случаев слегка спускающихся к лезвиям. Центр тяжести оружия — на лезвии возле гарды. Иногда встречали варианты с центром тяжести, смещённым ближе к острию клинка, что облегчало бой против вооружённого щитом и мечом противника, а также усиливало пробивную способность данного оружия. Рукоять — трубчатая или накладная, покрывают материей или кожей и оканчивают оголовьем, которого, впрочем, может и не быть. Вес боевого оружия около 3 килограмм (более тяжёлые клинки были, как правило, декоративными, церемониальными, тренировочными).
Характерной особенностью является наличие на клинке на некотором расстоянии от гарды выступов (parierhaken — букв. «крюков отражения»), образующих «контргарду». Между ними и гардой клинок имеет рикассо, иногда покрывающееся кожей или тканью. Кроме того, эфес часто имеет характерные кольца возле гарды, которые, как и рикассо, использовались для дополнительных хватов меча, а также обеспечивали дополнительную защиту и в некоторых случаях могли служить ловушкой для клинка противника.
Цвайхендер (эспадон) не имел ножен, однако в походе его клинок могли зачехлять. При ходьбе меч носили на перевязи из широкого ремня справа на плече. Также существовал вариант ношения эспадона слева под мышкой — в этом случае придерживали большим пальцем левой руки за кольцо гарды.

## Применение

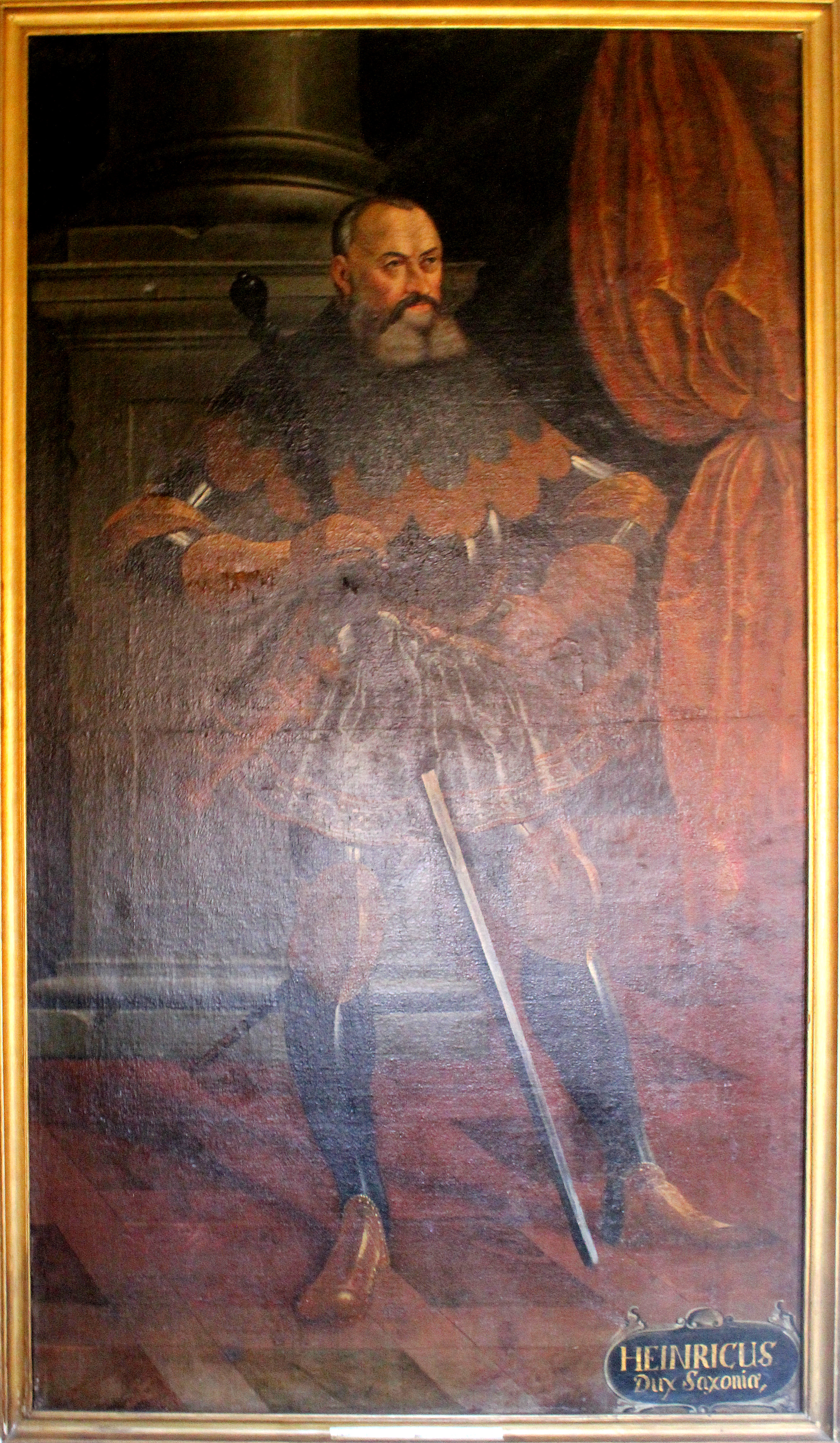
Лукас Кранах Старший. Портрет герцога Генриха V Благочестивого. Анонимная копия из замка Нойенбург во Фрайбурге

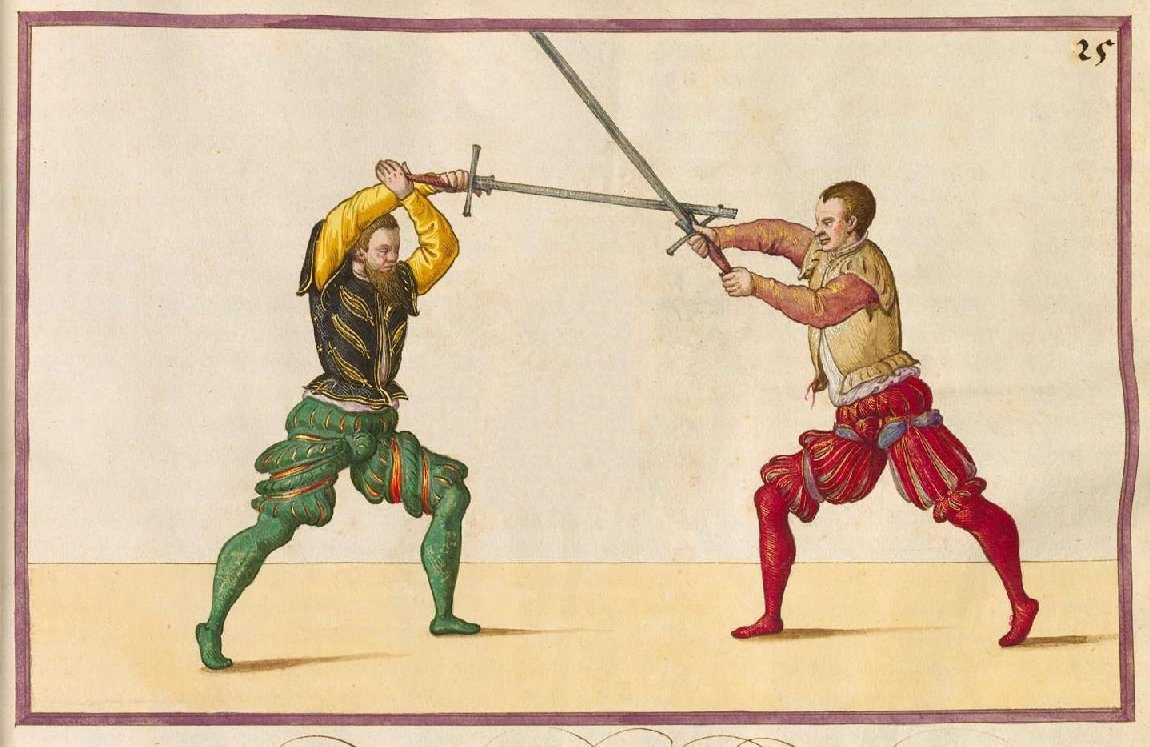
Приёмы боя на двуручных мечах. Илл. из трактата Пауля Гектора Майра (1544)

Двуручные мечи использовались немногочисленными опытными воинами, рост и сила которых должны были превышать средний уровень, и которых иронически называли «играющими двуручным мечом» (фр. joueurs d'épée à deux mains). Эти солдаты, находясь во главе отряда, должны были ломать древки пик и прокладывать дорогу, опрокидывая передовые шеренги неприятельского войска; вслед за ними по расчищенной дороге шли другие пешие воины. Кроме того, «играющие двуручным мечом» сопровождали в стычках знатных лиц, главнокомандующих, начальников; они прокладывали им дорогу, а в случае падения сопровождаемых с лошади охраняли их устрашавшими противника взмахами своего оружия, пока те поднимались при помощи пажей.
Также таких воинов (а точнее — их облегчённые вариации) иногда использовали в качестве сопровождающих в отрядах лёгкой пехоты для противостояния тяжёлой панцирной.
По некоторым данным, двуручными мечами пользовались не только простые солдаты, но и отдельные представители знати. В Дрезденской картинной галерее до Второй мировой войны хранился выполненный в 1537 году Лукасом Кранахом Старшим портрет саксонского герцога Генриха V Благочестивого, на котором тот изображён с огромным двуручным мечом, длина которого превышает его собственный рост, причём клинок меча закрыт чехлом. Согласно историческим свидетельствам, герцог действительно пользовался подобным оружием во время похода во Фландрию.

## Руководства
Описания приёмов владения двуручным мечом содержатся, в частности, в рукописных фехтовальных трактатах «мастера оружия» из Нюрнберга Ханса Тальхоффера (1443; 1459) и аналогичном труде чиновника и хрониста из Аугсбурга Пауля Гектора Майра (1542—1544 годы), проиллюстрированном художником Йоргом Бреем Младшим.